# Freizeitgastronomie
Als Freizeitgastronomie (auch getränkebetonte Systemgastronomie) bezeichnet man ein Segment der Systemgastronomie, in der der Verzehr von Speisen im Hintergrund steht. Der Schwerpunkt des Angebots liegt dagegen in der Kommunikation und Unterhaltung. Im Vergleich zur Quickservice-Systemgastronomie haben die Betriebe eine relativ kurze Existenzdauer, da sie stark modeorientiert sind.